# منتخب اليابان تحت 17 سنة لكرة القدم
منتخب اليابان تحت 17 سنة لكرة القدم (باليابانية: U-17サッカー日本代表)، هي منتخب قومي لكرة القدم الذين يلعبون تحت سن 17 سنة في اليابان، حققت كأس آسيا مرتين سنة 1994 في قطر وسنة 2004 في سنغافورة، وتأهل المنتخب الياباني للناشئين كأس العالم 8 مرات، كان آخرها الهند سنة 2017م.

## سجلات اليابان لكأس العالم تحت 17 سنة
| سجلات اليابان لكأس العالم للناشئين | سجلات اليابان لكأس العالم للناشئين | سجلات اليابان لكأس العالم للناشئين | سجلات اليابان لكأس العالم للناشئين | سجلات اليابان لكأس العالم للناشئين | سجلات اليابان لكأس العالم للناشئين | سجلات اليابان لكأس العالم للناشئين | سجلات اليابان لكأس العالم للناشئين | سجلات اليابان لكأس العالم للناشئين |
| إستضافة / السنة                    | النتجية                            | ل                                  | ف                                  | ت                                  | خ                                  | له                                 | عليه                               |                                    |
| ---------------------------------- | ---------------------------------- | ---------------------------------- | ---------------------------------- | ---------------------------------- | ---------------------------------- | ---------------------------------- | ---------------------------------- | ---------------------------------- |
| 1985                               | لم تتأهل                           | -                                  | -                                  | -                                  | -                                  | -                                  | -                                  |                                    |
| 1987                               | لم تتأهل                           | -                                  | -                                  | -                                  | -                                  | -                                  | -                                  |                                    |
| 1989                               | لم تتأهل                           | -                                  | -                                  | -                                  | -                                  | -                                  | -                                  |                                    |
| 1991                               | لم تتأهل                           | -                                  | -                                  | -                                  | -                                  | -                                  | -                                  |                                    |
| 1993                               | ربع النهائي                        | 4                                  | 1                                  | 1                                  | 2                                  | 3                                  | 4                                  |                                    |
| 1995                               | دور الـمجموعات                     | 3                                  | 1                                  | 1                                  | 1                                  | 2                                  | 2                                  |                                    |
| 1997                               | لم تتأهل                           | -                                  | -                                  | -                                  | -                                  | -                                  | -                                  |                                    |
| 1999                               | لم تتأهل                           | -                                  | -                                  | -                                  | -                                  | -                                  | -                                  |                                    |
| 2001                               | دور الـمجموعات                     | 3                                  | 1                                  | 0                                  | 2                                  | 2                                  | 9                                  |                                    |
| 2003                               | لم تتأهل                           | -                                  | -                                  | -                                  | -                                  | -                                  | -                                  |                                    |
| 2005                               | لم تتأهل                           | -                                  | -                                  | -                                  | -                                  | -                                  | -                                  |                                    |
| 2007                               | دور الـمجموعات                     | 3                                  | 1                                  | 0                                  | 2                                  | 4                                  | 6                                  |                                    |
| 2009                               | دور الـمجموعات                     | 3                                  | 0                                  | 0                                  | 3                                  | 5                                  | 9                                  |                                    |
| 2011                               | ربع النهائي                        | 5                                  | 3                                  | 1                                  | 1                                  | 13                                 | 5                                  |                                    |
| 2013                               | دور 16                             | 4                                  | 3                                  | 0                                  | 1                                  | 7                                  | 4                                  |                                    |
| 2015                               | لم تتأهل                           | -                                  | -                                  | -                                  | -                                  | -                                  | -                                  |                                    |
| 2017                               | تأهلت                              | -                                  | -                                  | -                                  | -                                  | -                                  | -                                  |                                    |
| الـمجموع                           | 7/15                               | 21                                 | 7                                  | 3                                  | 11                                 | 36                                 | 39                                 |                                    |